# As Mulheres na Assembleia
As Mulheres na Assembleia (em grego: Ἐκκλησιάζουσαι; romaniz.: Ekklēsiázousai), também chamada A Assembleia das Mulheres ou até A Revolução das Mulheres, é uma peça teatral de Aristófanes. Foi encenada pela primeira vez em 392 a.C., em Atenas. É curiosamente similar à Lisístrata, na qual uma grande parte da comédia vem da situação de mulheres se envolvendo na política. 

## Enredo
A peça gira em torno de um grupo de mulheres, cuja líder é Praxagora. Ela decidiu que as mulheres deveriam convencer os homens a lhes dar o controle de Atenas, pois elas poderiam governar melhor do que os homens vinham governando. As mulheres, disfarçadas como homens, esgueiram-se pela assembleia e votam a medida, convencendo alguns homens a também votarem, pois é a única coisa que eles nunca tentaram.
As mulheres, então, instituem um governo no qual o estado alimenta, provê moradia e toma conta de cada ateniense. Elas reforçam a ideia de equidade permitindo que cada homem se deite com qualquer mulher, desde que ele se deite primeiro com toda mulher em Atenas que seja mais feia do que a escolhida.
A propriedade privada é abolida e todo dinheiro e propriedade vão para um fundo comum. Todos os gastos e compras de cada indivíduo são pagas com o dinheiro do fundo comum. Qualquer indivíduo que possua propriedades é considerado ladrão da comunidade. Essas questões que aparecem na peça constituem parte de uma discussão maior, sobre o comunismo na Grécia Antiga, refletindo também no debate contemporâneo sobre a crítica à propriedade em Platão, pois Praxagora e o Sócrates da República propõem algumas ideias similares, a ponto de ser impossível não reconhecer um paralelo.